# Rosa giraldii
Rosa giraldii es una especie de planta del género Rosa, de la familia Rosaceae.

## Taxonomía
Rosa giraldii fue descrita por Crép. en 1897.

## Distribución
Se encuentra en el territorio centro-norte, centro-sur y sudeste de China.